# Graphosia hampsoni
Graphosia hampsoni är en fjärilsart som beskrevs av George Thomas Bethune-Baker 1904. Graphosia hampsoni ingår i släktet Graphosia och familjen björnspinnare. Inga underarter finns listade i Catalogue of Life.